# Spiliá (ort)
Spiliá är en ort i Grekland.   Den ligger i prefekturen Nomós Larísis och regionen Thessalien, i den centrala delen av landet, 220 km norr om huvudstaden Aten. Spiliá ligger 915 meter över havet och antalet invånare är 324.
Terrängen runt Spiliá är varierad, och sluttar västerut. Runt Spiliá är det glesbefolkat, med 8 invånare per kvadratkilometer. Närmaste större samhälle är Sykoúrio, 7,0 km sydväst om Spiliá. 